# United Öresundskyrkan
United Öresundskyrkan är en EFS-förening i Malmö. Församlingen bedriver sin huvudsakliga verksamhet i Tyska kyrkans lokaler vid Fridhem. Finansieringen sker huvudsakligen genom gåvor från församlingsmedlemmarna.
Gudstjänsterna på söndagar samlar omkring 50-60 besökare och församlingen driver ungdomsverksamhet öppen för alla.[källa behövs]